# دراج کلپرتون
دراج کلپرتون (نام علمی: Pternistis clappertoni) نام یک گونه از سرده دراج‌های کبکی است.